# Station Quedlinburg

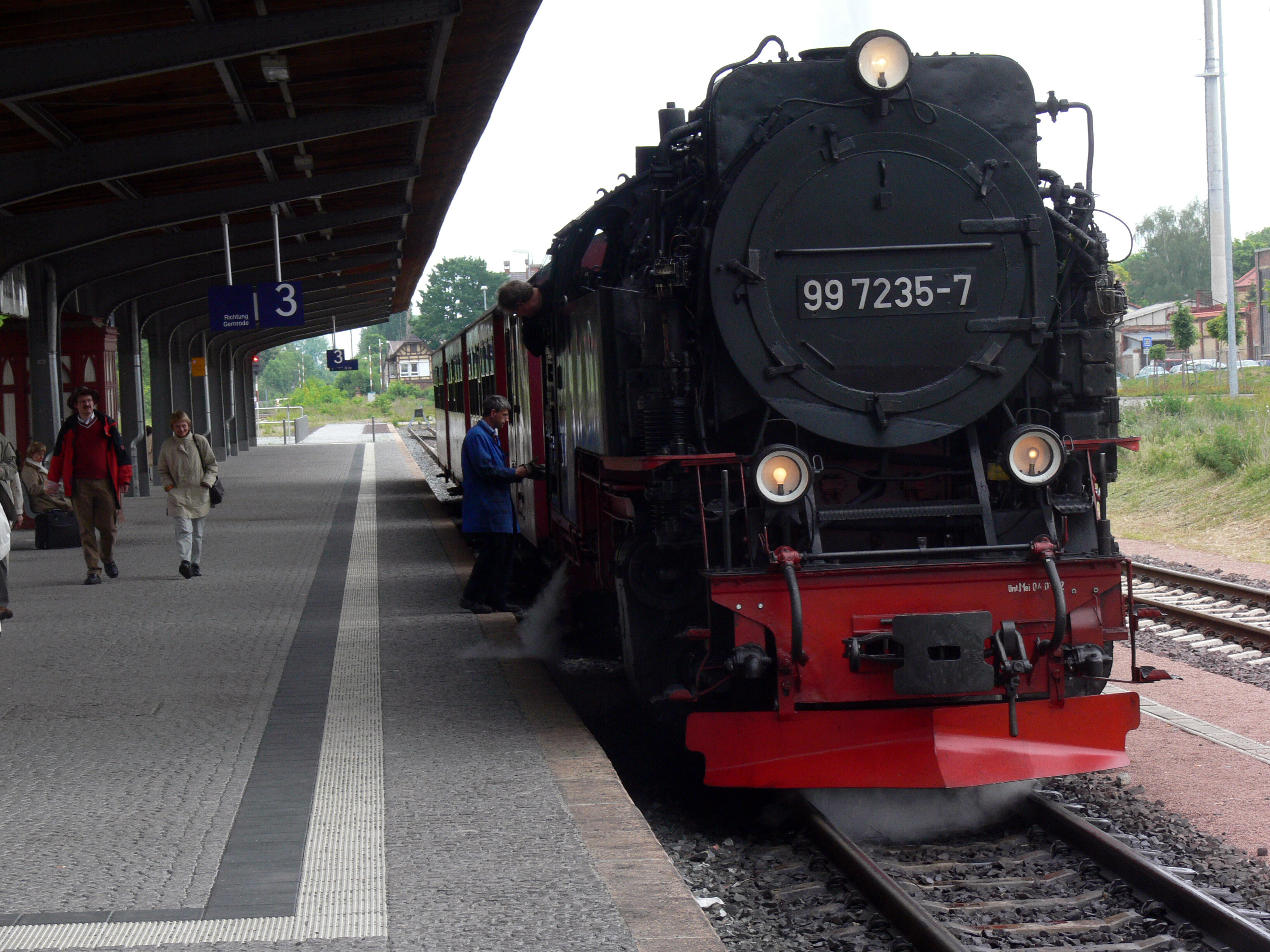
Stoomtrein 99 7235-7 van de HSB, staat klaar op het gemoderniseerde perron 3.

Station Quedlinburg is een station in Duitsland, dat ten noordoosten van de Harz ligt, en is geopend in 1863. Het station ligt aan de rand van het centrum van Quedlinburg aan de spoorlijn Wegeleben - Thale, die geëxploiteerd wordt door HarzElbeExpress (HEX). Naast dat het station als doorgangstation wordt gebruikt, kan men hier ook overstappen naar de Selketalbahn van de Harzer Schmalspurbahnen (HSB). Het station heeft drie perrons, waarvan twee met normaalspoor en één met smalspoor.
Van 1903 tot en met 1969 liep er langs station Quedlinburg ook de spoorlijn naar Blankenburg, de zogenaamde Quäke. Destijds kende het station vier sporen.
Van alle 4 stations die er in Quedlinburg waren, is er inmiddels naast dit station, nog maar één haltepunt over, genaamd Quedlinburg-Quarmbeck, dat tegenwoordig aan de Selketalbahn ligt van de HSB.

## Geschiedenis
Het station van Quedlinburg werd in de Eerste Wereldoorlog gebruikt om krijgsgevangen twee kilometer naar het noordwesten van Quedlinburg te transporteren. De eerste gevangenen kwamen op 24 september 1914 aan in Quedlinburg.
Kort voor het einde van de Tweede Wereldoorlog werd door de geallieerden vermoed, dat er langs dit station V2-raketten werden vervoerd. Toch gaat de geplande bombardering van het station Quedlinburg, en de rest van de stad, niet door. De achtergrond voor dit vermoeden kwam doordat in een fabriek in Nordhausen, de V2-raketten gemaakt werden. Die fabriek hoorde bij het strafkamp Mittelbau-Dora en had bijkantoren in onder andere Quedlinburg en Traunstein. Daardoor ging men er vermoedelijk van uit dat ook in Quedlinburg V2-raketten werden gebouwd, maar het bijkantoor in Quedlinburg maakte en/of repareerde geen V2-raketten. Toen er toch een trein van V2-raketten in Quedlinburg was gesignaleerd, hebben de insinueren Rössler en Bühring deze trein op 10 april 1945 in de buurt van Ditfurt gebracht, waar Amerikaanse eenheden de trein hebben overgenomen.
In het begin van de jaren 90 werd de metaalindustrie in Quedlinburg gesloten, waardoor het transport over de goederen- en rangeersporen in Quedlinburg werd stilgelegd. In de tweede helft van de jaren 90 werden de rangeer- en goederensporen opgebroken en werden meteen de seinpalen vervangen.
Toen er in 2005 een grote brand woedde in het station van Ballenstedt, werd het treinverkeer van de Deutsche Bundesbahn (DB) richting Gernrode stopgezet. Hierna nam de Harzer Schmalspurbahnen (HSB) het traject over, en werd het traject tussen Quedlinburg en Gernrode omgebouwd tot smalspoor. Daarmee nam de dochteronderneming HEX, van Veolia Transport, de spoorlijn Wegeleben - Thale van de DB over. Nu zijn alle spoorlijnen die langs het station van Quedlinburg komen geprivatiseerd. Sinds 2006 dient het station ook als overstappunt.
Quedlinburg ·
Quarmbeck ·
Bad Suderode ·
Gernrode ·
Osterteich ·
Sternhaus-Haferfeld ·
Sternhaus-Ramberg ·
Mägdesprung ·
Drahtzug ·
Alexisbad ·
Harzgerode · 
Silberhütte ·
Strassberg-Glasebach ·
Strassberg ·
Güntersberge ·
Friedrichshöhe ·
Albrechtshaus ·
Stiege ·
Hasselfelde · 
Birkenmoor ·
Eisfelder Talmühle